# Жозеландия

Жозеландия на карте штата.

Жозеландия (порт. Joselândia) — муниципалитет в Бразилии, входит в штат Мараньян. Составная часть мезорегиона Центр штата Мараньян. Входит в экономико-статистический микрорегион Алту-Меарин-и-Гражау. Население составляет 15 433 человека на 2010 год. Занимает площадь 703,513 км². Плотность населения — 21,94 чел./км².

## Демография
Согласно сведениям, собранным в ходе переписи 2010 г. Национальным институтом географии и статистики (IBGE), население муниципалитета составляет:
| Полное население                               | Полное население                               | Полное население                               | Полное население                               | 15 433 |
| ---------------------------------------------- | ---------------------------------------------- | ---------------------------------------------- | ---------------------------------------------- | ------ |
| в том числе:                                   | Городское население                            | 5960                                           | Процент городского населения, %                | 38,62  |
|                                                | Сельское население                             | 9473                                           | Процент сельского населения, %                 | 61,38  |
|                                                | Мужское население                              | 7815                                           | Процент мужского населения, %                  | 50,64  |
|                                                | Женское население                              | 7618                                           | Процент женского населения, %                  | 49,36  |
| Плотность населения, чел/км²                   | Плотность населения, чел/км²                   | Плотность населения, чел/км²                   | Плотность населения, чел/км²                   | 21,94  |
| Население муниципалитета в % к населению штата | Население муниципалитета в % к населению штата | Население муниципалитета в % к населению штата | Население муниципалитета в % к населению штата | 0,23   |

По данным оценки 2016 года, население муниципалитета составляет 15 827 жителей.

## История
Город основан 26 декабря 1961 года. 

## Статистика
- Валовой внутренний продукт на 2003 год составляет 17 873 085,00 реалов (данные: Бразильский институт географии и статистики).
- Валовой внутренний продукт на душу населения на 2003 год составляет 1245,86 реалов (данные: Бразильский институт географии и статистики).
- Индекс развития человеческого потенциала на 2000 год составляет 0,534 (данные: Программа развития ООН).